# Henri Nestlé
Henri Nestlé, ursprungligen Heinrich Nestle, född den 10 augusti 1814 i Frankfurt, Tyskland, död 7 juli 1890, tysk-schweizisk farmaceut och entreprenör, som 1866 grundade Nestlé, idag världens största livsmedelsföretag.